# Rahart Adams
Pour les articles homonymes, voir Adams.
Rahart Adams, né le 1er février 1996 à Melbourne, est un acteur australien. Il est notamment connu pour son rôle de Jax dans Teen Witch ou de Sam Conte dans Nowhere Boys.

## Filmographie
- 2013 : Les Voisins : Alistair O'Loughlin
- depuis 2013 : Nowhere Boys : Sam Conte
- depuis 2014 : Teen Witch : Jax
- 2015 : Liar, Liar, Vampire : Davis
- 2016 : Nowhere Boys: The Book of Shadows : Sam Conte
- 2018 : Pacific Rim Uprising de Steven S. DeKnight : Tahima Shaheen